# Labicymbium ambiguum
Labicymbium ambiguum là một loài nhện trong họ Linyphiidae. Loài này được phát hiện ở Colombia.